# Logan Stenberg
Logan Stenberg (Madison, 18 marzo 1997) è un giocatore di football americano statunitense che milita nel ruolo di offensive guard per i Tampa Bay Buccaneers della National Football League (NFL).

## Carriera

### Detroit Lions
Al college Stenberg giocò a football all'Università del Kentucky dal 2016 al 2019. Fu scelto nel corso del quarto giro (121º assoluto) del Draft NFL 2020 dai Detroit Lions. Nella sua stagione da rookie disputò 2 partite, nessuna delle quali come titolare.